# Sprengelia distichophylla
Sprengelia distichophylla är en ljungväxtart som först beskrevs av Rodway, och fick sitt nu gällande namn av Winifred Mary Curtis. Sprengelia distichophylla ingår i släktet Sprengelia och familjen ljungväxter. Inga underarter finns listade i Catalogue of Life.